# ناحیه تل تمر
ناحیه تل تمر (به عربی: ناحیة تل تمر) یک ناحیه در سوریه است که در منطقه الحسکه واقع شده‌است. ناحیه تل تمر ۵۰٬۹۸۲ نفر جمعیت دارد.